# Cosi duci
Los cosi duci, también llamados cosi di ficu, son postres tradicionales sicilianos que se preparan y consumen durante la Navidad. Son típicos de Castellammare del Golfo y muy extendidos en todo Agro Ericino, datan al menos del siglo XVIII.
Hoy en día se preparan en toda Sicilia, pero según la zona geográfica reciben diferentes nombres: cucciḍḍati, cuḍḍureḍḍi, cassateḍḍi di ficu, buccellati o buccellate.
Se trata de una producción típica a nivel regional y, como tal, en 2014 fue reconocida oficialmente por el departamento regional de políticas agrícolas, por lo que está incluida en la lista de productos agroalimentarios tradicionales italianos (PAT) conservada en el Ministerio de Políticas Agrícolas, Alimentarias y Forestales (MIPAAF).
Se diferencia del buccellato de Palermo por sus pequeñas formas talladas. También difieren en ciertos ingredientes.

## Preparación

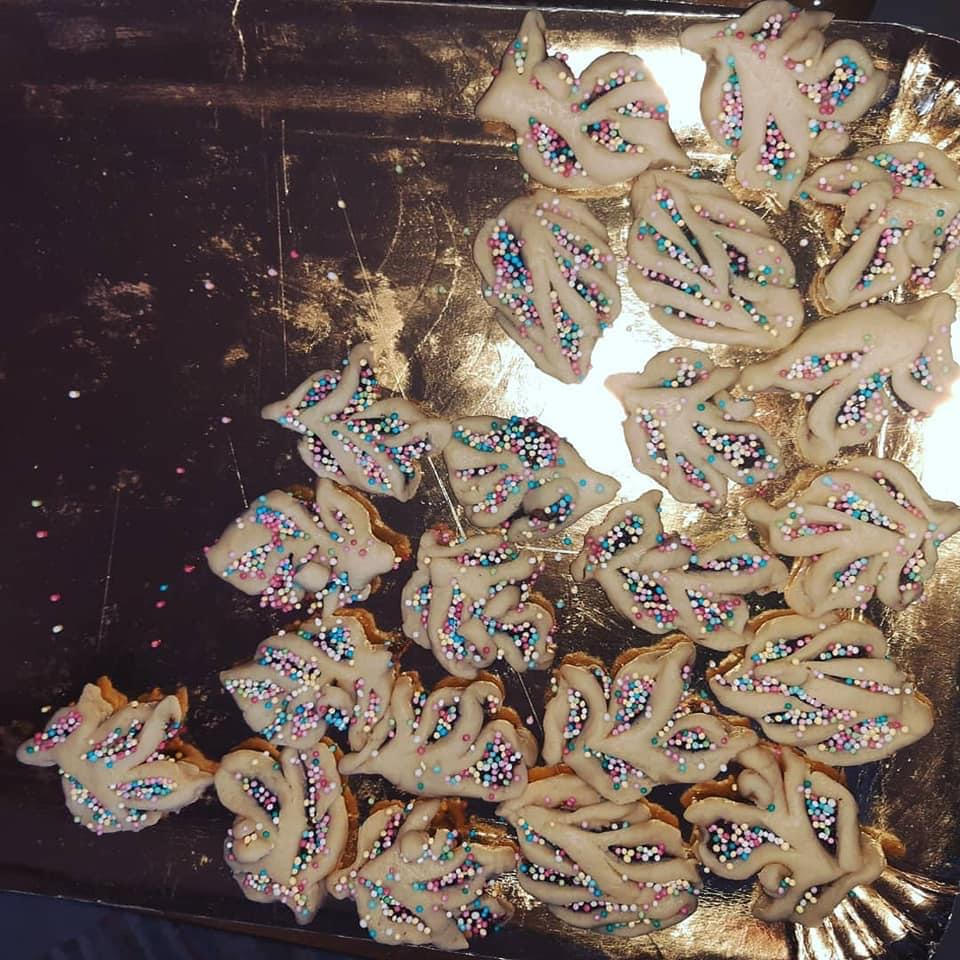
Cosi duci entrando al horno.

Los cosi duci son dulces hechos a mano y horneados. Sus ingredientes pueden variar de una zona a otra. Se aromatiza con diferentes sabores, como higos o cítricos.
Tradicionalmente se hace a partir de una masa quebrada, aunque primeramente se elabora el relleno, que consiste en higos secos, almendras tostadas, nueces, calabaza confitada (zucca candita), pepitas de chocolate, piel de naranja y limón. Luego se decoran con perlas de colores, llamadas popularmente nnaccareḍḍi, y en ocasiones se lustran con azúcar glas. Antes de procesarse, los higos se secan al sol y posteriormente se ablandan con vino cocido (vino cotto).
Otra variante consiste en rellenar la masa quebrada con almendras peladas y troceadas, pepitas de chocolate, calabaza confitada, ralladura de limón y de naranja. Una vez horneado, se deja enfriar y se espolvorea con azúcar. 

## Cultura
Era tradición en las tardes de diciembre, a menudo después de cenar, las mujeres de Castellammare se reunían para preparar este postre típico de Castellammare. Hasta bien entrada la noche preparaban el postre para varias familias. La confección de la masa (intagliatura) es un arte cuyo fin es dotar al dulce de una forma sofisticada o artística.
Antiguamente estos postres sólo se hacían de forma casera. Hoy en día, también es posible degustar cosi duci en las pastelerías locales durante todo el año y no sólo durante el período navideño.